# Ilha Santa Maria
Ilha Santa Maria é uma ilha localizada ao norte de Cuba no arquipélago Jardins do Rei, ao sul do Arquipélago das Bahamas.
Os principais edifícios da ilha são três grandes hotéis, na margem norte, onde há extensas praias. A ilha está unida a terra, cerca de Caibarién por uma calçada de 48 quilômetros.
A ilha é administrada como parte da Província de Villa Clara.

## Ligações externos
- Informação sobre Cayo Santa María (em inglês)